# Chutes Kakobola
Les chutes Kakobola sont un ensemble de cascades situées sur la rivière Lufuku près de Gungu, dans la province de Kwango, en République démocratique du Congo. Réputées pour leur beauté naturelle et leur potentiel hydroélectrique, elles constituent un site emblématique de la région, attirant visiteurs et investisseurs.

## Toponymie
Le nom "Kakobola" proviendrait des langues locales de la région, signifiant "eaux rugissantes" ou "torrent puissant." Il reflète le bruit intense des cascades qui s'écrasent sur les rochers en contrebas.

## Histoire
Les chutes Kakobola ont longtemps été un lieu d'importance pour les populations locales, servant à la fois de source d'eau et de site spirituel. Pendant la période coloniale belge, elles ont été identifiées pour leur potentiel hydroélectrique. En 2015, le projet de construction d'une centrale hydroélectrique à Kakobola a été lancé, visant à fournir de l’électricité à plusieurs localités environnantes. Cette centrale est aujourd’hui un élément clé du développement économique local.

## Description
Les chutes Kakobola se caractérisent par plusieurs niveaux d'eau tombant avec force le long d’un dénivelé rocheux. Leur débit, qui varie selon les saisons, leur confère une allure changeante et spectaculaire. L’ensemble du site est entouré d’une végétation luxuriante typique des régions tropicales, offrant un contraste saisissant avec le tumulte des eaux.

## Géographie
Situées dans la province du Kwilu, les chutes Kakobola se trouvent à proximité de la rivière Kwilu, un affluent du fleuve Congo. Leur emplacement stratégique en fait un point de rencontre pour les communautés environnantes.

### Climat
La région des chutes Kakobola bénéficie d’un climat tropical de savane, marqué par deux saisons principales : une saison des pluies (de septembre à mai) et une saison sèche (de juin à août). Ces conditions climatiques favorisent une biodiversité riche autour des chutes.

## Villes environnantes
Les principales villes proches des chutes Kakobola incluent :
- Gungu, située à environ 25 km, connue pour son rôle administratif.
- Kikwit, à environ 120 km, qui est le principal centre économique et culturel de la province.
- Idiofa, un autre centre urbain situé à une distance modérée, reliant la région aux grands axes commerciaux.

## Tourisme et développement durable
Les chutes Kakobola offrent un fort potentiel pour le tourisme écologique. Les visiteurs peuvent profiter de randonnées, de pique-niques en pleine nature, et de l’observation des cascades. Cependant, le développement durable reste une priorité, avec des initiatives visant à préserver l'écosystème fragile des lieux.
Le projet hydroélectrique associé aux chutes a également stimulé le développement local, fournissant une source d’énergie propre et durable pour les communautés. Toutefois, des défis subsistent, notamment l’équilibre entre développement touristique et conservation environnementale.